# Sandi Lovrić
Sandi Lovrić (Lienz, 28 de marzo de 1998) es un futbolista austriaco, nacionalizado esloveno, que juega en la demarcación de centrocampista para el Udinese Calcio de la Serie A.

## Selección nacional
Tras jugar con la selección de fútbol sub-16 de Austria, la sub-17, la sub-18, la sub-19 y la sub-21, finalmente, y tras elegir representar a Eslovenia, debutó con la selección absoluta el 7 de octubre de 2020. Lo hizo en un partido amistoso contra San Marino que finalizó con un resultado de 4-0 a favor del combinado esloveno tras los goles de Haris Vučkič, Rajko Rep y un doblete de Nemanja Mitrovič.

### Participaciones en Eurocopas
| Copa          | Sede     | Resultado        | Partidos | Goles |
| ------------- | -------- | ---------------- | -------- | ----- |
| Eurocopa 2024 | Alemania | Octavos de final | 0        | 0     |

### Goles internacionales
| # | Fecha                    | Estadio                                                | Oponente   | Gol | Resultado | Competición                           |
| - | ------------------------ | ------------------------------------------------------ | ---------- | --- | --------- | ------------------------------------- |
| 1 | 14 de octubre de 2020    | Estadio Zimbru, Chisináu, Moldavia                     | Moldavia   | 0-1 | 0-4       | Liga de Naciones de la UEFA 2020-21   |
| 2 | 24 de marzo de 2021      | Estadio Stožice, Liubliana, Eslovenia                  | Croacia    | 1-0 | 1-0       | Clasificación para el Mundial de 2022 |
| 3 | 4 de septiembre de 2021  | Estadio Stožice, Liubliana, Eslovenia                  | Malta      | 1-0 | 1-0       | Clasificación para el Mundial de 2022 |
| 4 | 10 de septiembre de 2023 | Estadio Olímpico de San Marino, Serravalle, San Marino | San Marino | 0-3 | 0-4       | Clasificación para la Eurocopa 2024   |

## Clubes
| Club           | País    | Año       | Partidos | Goles |
| -------------- | ------- | --------- | -------- | ----- |
| SK Sturm Graz  | Austria | 2014-2019 | 79       | 1     |
| F. C. Lugano   | Suiza   | 2019-2022 | 108      | 12    |
| Udinese Calcio | Italia  | 2022-     | 108      | 9     |

## Palmarés

### Campeonatos nacionales
| Título          | Club          | País    | Año  |
| --------------- | ------------- | ------- | ---- |
| Copa de Austria | SK Sturm Graz | Austria | 2018 |
| Copa de Suiza   | F. C. Lugano  | Suiza   | 2022 |